# В'язова (Львівський район)
В'я́зова — село в Україні, у Жовківській міській громаді Львівського району Львівської області. В селі стоїть дерев'яна церква та новозбудований храм Покрови Пресвятої Богородиці. 
На околиці села розташована контора В'язівського лісництва, а також В'язівський дендропарк.

## Назва
За переказами, назва села походить від колишнього ремесла, яким займалось населення — в'язанням (плетінням) кошиків з лози.

## Історія
Перша письмова згадка про В'язову датується 1646 р. та пов'язана з пограбуванням села татарами.
У XVIII ст. у селі згадується існування монастиря.
12 червня 2020 року, відповідно до розпорядження Кабінету Міністрів України № 718-р «Про визначення адміністративних центрів та затвердження територій територіальних громад Львівської області», село увійшло до складу Жовківської міської громади.
19 липня 2020 року, в результаті адміністративно-територіальної реформи та ліквідації Жовківського району, село увійшло до складу новоствореного Львівського району.

## Населення

### Мова
Розподіл населення за рідною мовою за даними перепису 2001 року:
| Мова       | Кількість | Відсоток |
| ---------- | --------- | -------- |
| українська | 686       | 99.71%   |
| російська  | 2         | 0.29%    |
| Усього     | 688       | 100%     |

## Дерев'яна церква Покрови Пресвятої Богородиці

Дерев'яна церква Покрови Пресвятої Богородиці (УГКЦ)

Дерев'яна церква збудована за кошти парафіян у 1740 р., за іншими даними — у 1743 р. Тоді ж у церкві встановлено бароковий різьблений іконостас, пізніше невдало перемальований під час відновлення на початку 1990-х рр. Перед 1911 р. у церкві до бабинця прибудовано рівноширокий присінок, а до вівтаря з південної сторони —  захристію. У 1925 р. проведено ремонт церкви.
З 1959 по 1989 рр. дерев'яна церква була зачинена. Відновлена та відремонтована на початку 1990-х рр. церква Покрови Пресвятої Богородиці зараз перебуває у користуванні громади УГКЦ.
Дерев'яна церква розташована у північній частині села В'язови, на просторій ділянці біля лівого берега річки Свиня. Приземиста і видовжена у плані тризрубна одноверха будівля, зведена з соснового дерева на дубових підвалинах. Складається з ширшої, у плані наближеної до квадрата, нави, вужчого, прямокутного вівтаря з захристією зі сходу та майже рівного по ширині нави прямокутного бабинця, до якого з заходу прилягає рівноширокий йому присінок. Церкву, окрім присінка, оточує піддашшя, оперте на потужні випусти вінців зрубів. Стіни шальовані вертикально дошками і лиштвами. Вищий зруб надопасання нави завершений великою шоломовою банею на світловому восьмерику, увінчаною сліпим ліхтарем з маківкою. Вівтар, захристія, бабинець і присінок вкриті двосхилими дахами.
На захід від церкви стоїть дерев'яна двоярусна дзвіниця, вкрита пірамідальним наметовим дахом, фарбована у такі ж кольори, як і церква. Зведена вона на початку 1990-х рр.

## Новозбудований храм Покрови Пресвятої Богородиці

Новозбудований храм Покрови Пресвятої Богородиці (УГКЦ)

Побудова храму розпочалася у 1999 р. 7 квітня 1999 р. було освячено місце під новий храм громади УГКЦ.
14 жовтня 2011 р. було здійснено Чин освячення новозбудованого храму Покрови Пресвятої Богородиці. Свято очолив Правлячий Архієрей Сокальсько-Жовківської єпархії УГКЦ Михаїл Колтун у співслужінні великої кількості священиків із сусідніх парафій. Літургічну урочистість провадив хор «Орфей» зі Львова, у складі якого співає виходець із села В’язови.

## Відомі люди
- Макогін Яків — українсько-американський військовий, громадський діяч і меценат.
- Хавунка Андрій — український співак і музикант. Заслужений артист України.